# Eurydochus
Eurydochus, monotipski biljni rod iz porodice glavočika, dio tribusa Stifftieae. Jedina vrsta E. bracteatus je iz sjevernog Brazila i Venezuele.
U rod je nekada uključivana i vrsta Eurydochus cortesii iz Kolumbije, danas je uključena u rod Gongylolepis kao Gongylolepis cortesii (S. Díaz) Pruski & S. Díaz